# خلومی
خلومی (به چکی: Chlumy) یک منطقهٔ مسکونی در جمهوری چک است که در Plzeň-South District واقع شده‌است. خلومی ۳٫۶۹ کیلومتر مربع مساحت و ۱۰۲ نفر جمعیت دارد و ۵۱۸ متر بالاتر از سطح دریا واقع شده‌است.